# Bittacus cirratus
Bittacus cirratus är en näbbsländeart som beskrevs av Bo Tjeder 1956. 
Bittacus cirratus ingår i släktet Bittacus och familjen styltsländor. Inga underarter finns listade i Catalogue of Life.